# Lucien Guezennec
Pour les articles homonymes, voir Guezennec.
 (janvier 2018).
Si vous disposez d'ouvrages ou d'articles de référence ou si vous connaissez des sites web de qualité traitant du thème abordé ici, merci de compléter l'article en donnant les références utiles à sa vérifiabilité et en les liant à la section « Notes et références ».
Lucien Guezennec est un graveur français né dans le 14e arrondissement de Paris le 22 décembre 1914 et mort à Guatemala le 5 août 1980.

## Biographie
Mobilisé en 1939 lors de la Seconde Guerre mondiale et fait prisonnier en 1940, Lucien Guezennec revient à Paris en 1944 pour reprendre ses études à l'École nationale supérieure des beaux-arts.
Lauréat de la Casa de Velázquez à Madrid, il y réside de 1953 à 1954. Graveur à l'imaginaire fécond, il illustra de nombreux ouvrages. 

## Ouvrages illustrés
- Yves Dautun, La Batterie errante. Récit de Guerre, Paris, Éd. Baudinière, 1941 (ASIN B0000DSXLC).
- Prosper Mérimée, La Jacquerie, 16 burins en deux tons noir et sépia, Paris, La Tradition, 600 ex., 1947.
- Prosper Mérimée, Les Âmes du Purgatoire, 10 gravures au burin hors texte et lettrines sur bois de Dan Sigros, 681 ex., Paris, Pierre Larrive, 1947.
- Alphonse Daudet, Tartarin de Tarascon, Flammarion, 1948.
- Goethe, Faust, traduction de Gérard de Nerval, 28  burins, frontispice et 18 en pleine page, bois de Dan Sigros, Éd. du Bniyan, 365 ex, 1951.
- Robert Hardouin, Par monts et par vaux, Paris, édité par l'auteur, 1951.
- Stendhal, Œuvres complètes, frontispice, Paris, P. Larrive, 1956 (ASIN B0014P74TK).
- La Bruyère " Les caractères ", Portraits illustrés de burins originaux par Lucien Guezennec, Éditions du Baniyan, Paris, 1971

## Œuvres dans les collections publiques
- Madrid, Casa de Velázquez.